# Money, Money, Money
 (juin 2009).
Si vous disposez d'ouvrages ou d'articles de référence ou si vous connaissez des sites web de qualité traitant du thème abordé ici, merci de compléter l'article en donnant les références utiles à sa vérifiabilité et en les liant à la section « Notes et références ».
Pour les articles homonymes, voir Money.
Singles de ABBA
Dancing Queen
(1976) That's Me
(1976)
Money, Money, Money est le 2e single de l'album Arrival du groupe ABBA sorti en 1976. La chanson, d'une durée de 3 min 5 s, est aussi incluse sur la compilation du groupe ABBA Gold - Greatest Hits et dans la comédie musicale Mamma Mia!

## Historique
Cette chanson a été écrite et composée par les deux compositeurs du groupe, Björn Ulvaeus et Benny Andersson, et sort en single en novembre 1976, suivant le succès international de Dancing Queen. Elle portait initialement le nom Gypsy girl.
La structure dramatique du morceau permet de mettre en valeur la voix d'Anni-Frid Lyngstad et la musique est principalement dominée par le piano.
Benny Andersson explique que la chanson, qui est l'une de ses préférées, est construite comme un numéro de scène, inspiré de l'univers du cabaret: à la première interprétation sur des plateaux de télévision le public voyait le groupe habillé avec des vêtements inspirés du film Cabaret sorti en 1972 (le style vestimentaire des femmes dans Cabaret était de porter des robes et leurs têtes étaient emplumées tandis que les hommes étaient habillés en barmen).
Money, Money, Money montrait que les deux compositeurs du groupe pouvaient écrire une musique dramatique convenant pour une comédie musicale. Comme pour la plupart des chansons d'ABBA, un clip a été réalisé. Le réalisateur du clip, Lasse Hallstrom, a ensuite déclaré que Money, Money, Money était la meilleure vidéo qu'il ait jamais faite.

## Réception
Money, Money, Money est la deuxième chanson de l'album Arrival à connaître un succès international, notamment en Australie, restant n°1 pendant 6 semaines (la 6e et dernière chanson du groupe dans ce pays). La chanson a aussi atteint le sommet des classements en Belgique, en France, aux Pays-Bas, en Allemagne de l'Ouest, au Mexique et en Nouvelle-Zélande. Enfin la chanson est restée n°3 au Royaume-Uni, en Norvège, en Irlande, en Suisse et en Autriche.

## Reprises
De nombreuses reprises assez éclectiques de la chanson ont été faites, notamment un groupe de rock suédois, un autre groupe de metal. La chanteuse suédoise d'opéra Anne Sofie von Otter lui rend honneur en 2006, et un groupe de dance ainsi qu'une chanteuse américaine de RNB/hip-hop ont fait aussi des reprises de cette chanson.

### Au cinéma
La chanson est jouée en concert dans la comédie musicale Mamma Mia ! par le personnage de Donna : elle sert alors de support à Donna pour exprimer ces soucis financiers et son désir d'avoir une vie plus riche. Elle apparaît aussi dans l'adaptation cinématographique de Mamma Mia !, où Meryl Streep chante Money, Money, Money en 2008.
Dans le film d'Emir Kusturica chat noir, chat blanc sorti en 1998, on entend la chanson dans une scène où Dadan, un gangster local haut en couleur, féru de musique techno, fait le pitre en musique.
Dans le film Greed sorti en 2019 avec Steve Coogan, la chanson résume à elle seule le propos du film dans le générique de fin. 

#### A la télévision
Avec la chanson Money du groupe Pink Floyd, cette chanson d'ABBA est souvent utilisée comme arrière-plan dans des nouvelles télévisées traitant de problèmes financiers.
La chanson a été également interprétée dans une série télévisée turque (Avrupa Yakası) par Engin Günaydın, Tolga Çevik, Gülse Birsel et Hasibe Eren. Enfin Money, Money, Money fut chantée dans la 6e saison de Australian Idol par Roshani Priddis durant la semaine ABBA.

## Membres du groupe
- Anni-Frid Lyngstad : Chanteuse principale
- Agnetha Fältskog : Chanteuse accompagnement
- Anders Glenmark : Guitariste
- Björn Ulvaeus : Chant accompagnement
- Benny Andersson : Instrumental, synthé